# Dunking
Ein Dunking [ˈdaŋkɪŋ] oder (Slam) Dunk bezeichnet beim Basketball einen Wurf, bei dem der Ball von oben in den Korb gestopft wird. Der Duden definiert ihn als „Korbwurf, bei dem der Werfer so hoch springt, dass er den Ball kraftvoll direkt von oben in den Korb werfen kann“.
Für den Anglizismus Dunking gibt es keine deutsche Entsprechung. In einigen Zeitschriften und Büchern wird es auch mit „stopfen“ übersetzt, früher war die Bezeichnung „Stopfer“ geläufig. Das englische Verb to dunk bedeutet so viel wie eintauchen, eintunken, stippen.

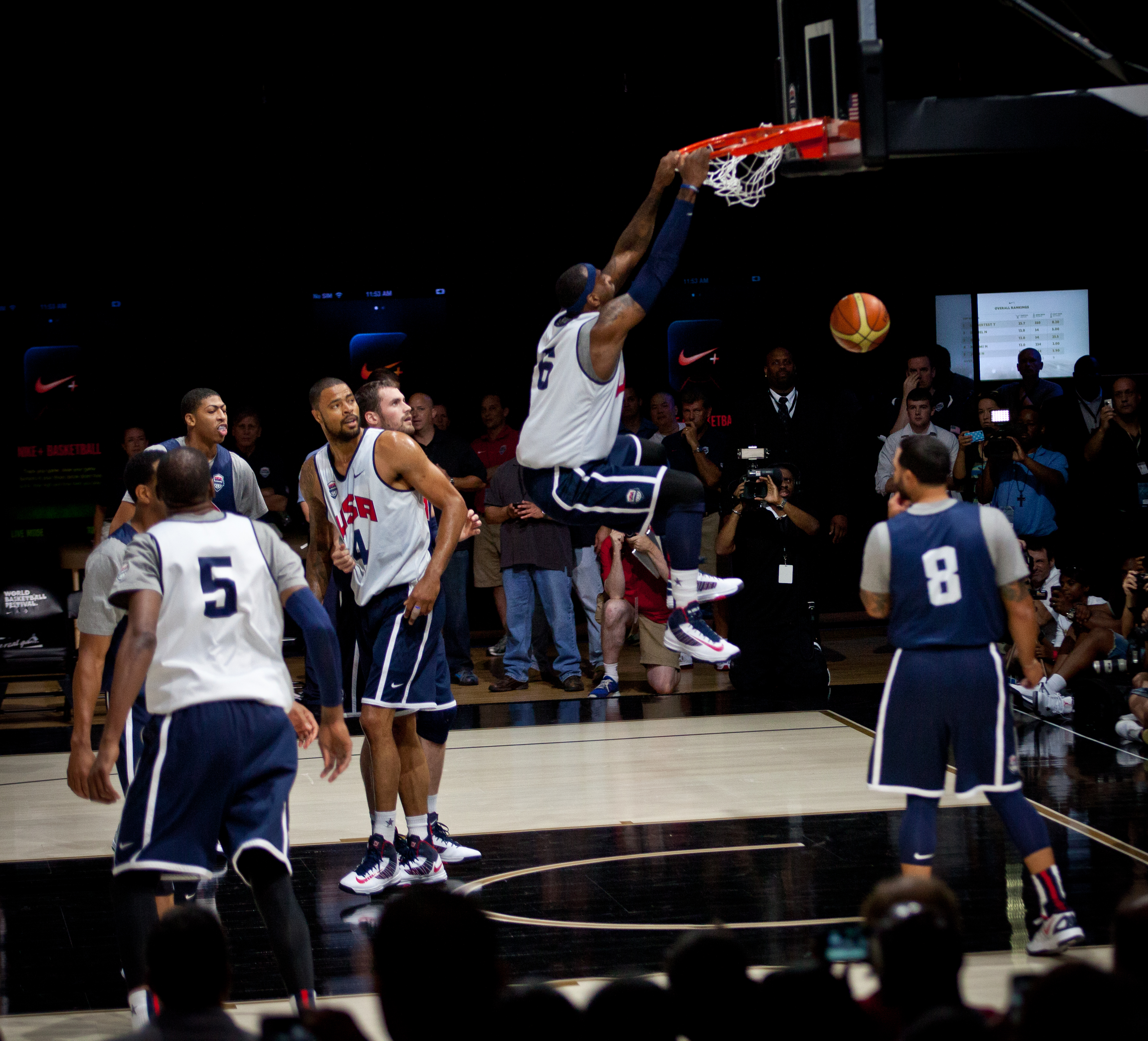
LeBron James 2012.

## Funktionsweise

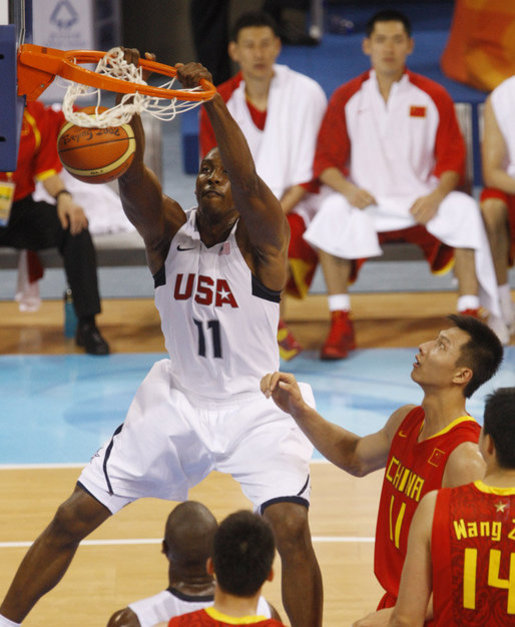
Nach einem zweihändigen Dunk im Korbring mit den Händen einhängender Spieler (Dwight Howard, 2008)

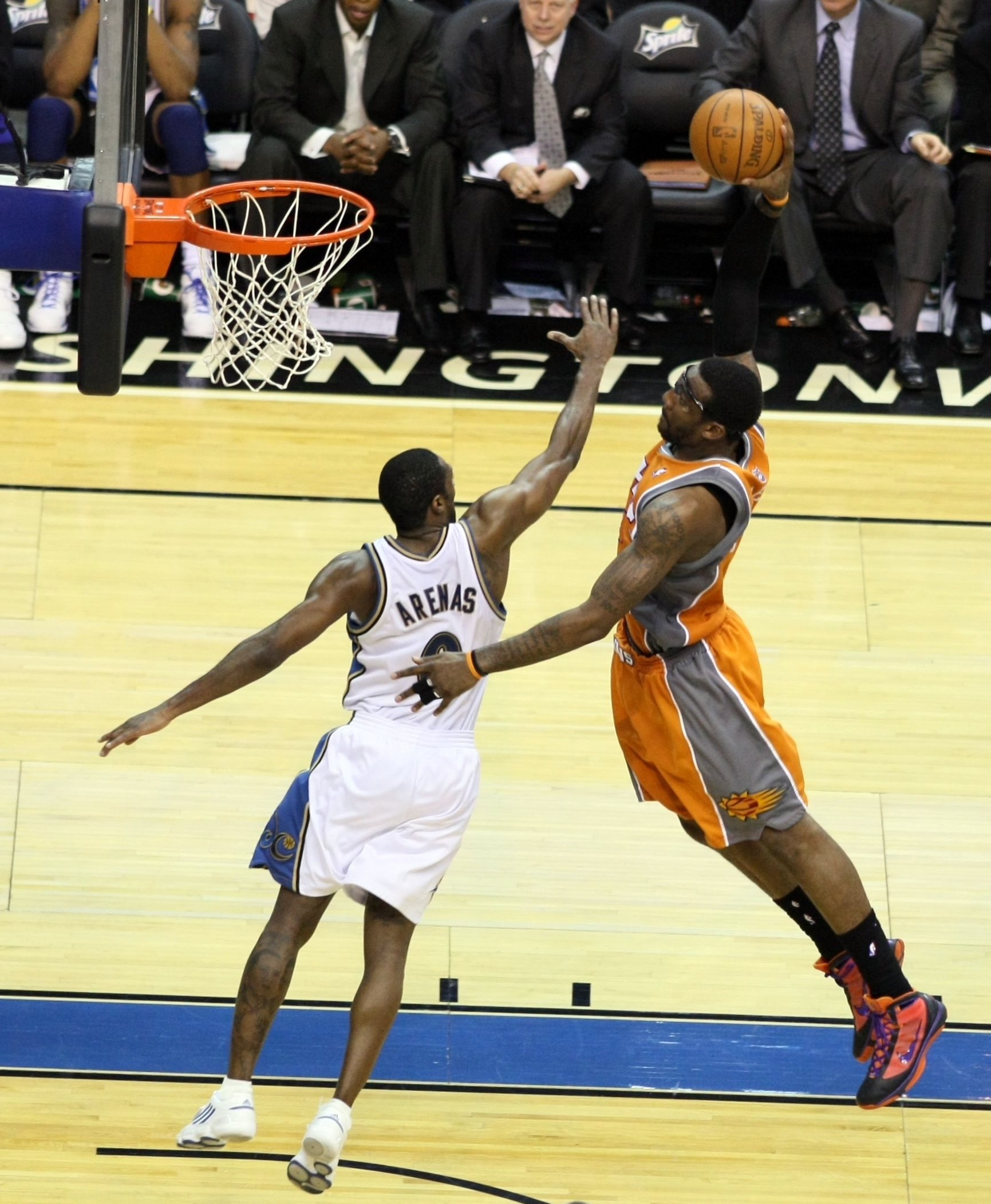
Führen des Balls höher als der Ring am Weg zu einem einhändigen Dunk (Amar'e Stoudemire, 2009)

Bei der im Basketball nicht so häufigen, weil schwierig zu erreichenden, Wurfform Dunking wird der Ball von Hand in die Nähe des Korbs und zur Gänze bis in eine Höhe über den Ring geführt. Zuletzt versetzen eine oder beide Hände den Ball in eine Bewegung in Richtung Korbring, die sofort eine deutliche Abwärtskomponente aufweist. Je nach Körpergröße muss der Spieler dafür mehr oder weniger hoch springen.
Sonst werden Bälle, aus verschiedenen Entfernungen, durchwegs mit einer Aufwärtskomponente in der Bewegung aus dem Handkontakt in Richtung Korb entlassen. Erst im Zuge des Verlaufs der Wurfparabel nimmt der Ball unter dem Einwirken der Schwerkraft eine Auch-Abwärts-Bewegung ein.
Der Dunk ist einer der effektivsten Würfe beim Basketball, da die Distanz zwischen Ball und Korb praktisch Null beträgt. Nur selten „verstopft“ sich der Spieler, in dem er beispielsweise den Basketball an den Ring drückt und dieser so zurückspringt. Für die verteidigende Mannschaft ist ein Dunking ein Zeichen schlechter Abwehrarbeit, da sie einen Wurf aus einer solch geringen Distanz zugelassen hat. Ein Dunking verfügt daher über eine psychologische Wirkung, da es das eigene Team anfeuert und das gegnerische Team einschüchtert. Als Idealfall gilt ein Dunk, der über die ausgestreckten Arme eines Gegners in den Korb gestopft wird und gleichzeitig ein Wurffoul provoziert, so dass der gegnerische Spieler ein Foul und der dunkende Spieler einen zusätzlichen Freiwurf bekommt. Diese sogenannten „Poster Dunks“ haben eine besonders starke Wirkung.
Ein Dunking ist beliebt, da es in vielen Variationen ausgeführt werden kann und dadurch noch spektakulärer wird. Zu diesen Variationen zählen besonders Drehungen in der Luft, wie beim 360°-Dunk (englisch 360-degree dunk) oder dem sogenannten „reverse dunk“, bei dem der Spieler rückwärts dunkt. Der windmill dunk bezeichnet einen Dunk, bei dem der Ball in einem Halbkreis von unten nach oben bewegt wird, wie ein Rotorblatt einer Windmühle, und dann durch den Korb gestopft wird. Beim schwierig auszuführenden between-the-legs slam muss der Spieler nach einem langen Anlauf zum richtigen Zeitpunkt abspringen, den Ball in der Luft wahlweise unter dem linken oder rechten Bein „hindurchführen“ und ihn dann durch den Ring in den Korb stecken. Weitere Dunkings wie der monster jam oder der tomahawk beinhalten die Führung des Balls hinter den Kopf, um ihn dann in einer mächtigen Bewegung durch den Ring zu stopfen. Andere Varianten sind zum Beispiel eine Drehung des eigenen Körpers um 360 Grad, bevor sich der Spieler an den Korb hängt, oder durch einen besonders weit vom Korb entfernten Absprungpunkt, wie beispielsweise häufig bei Michael Jordan beobachtet. Eine besondere Spielart ist der Alley oop, bei dem der Ball im Sprung gefangen und direkt in den Korb gedrückt wird.
Dunkings verfügen über eine gewisse Gefahr, dass bei zu viel Krafteinwirkung auf den Korb dieser aus der Halterung reißen oder sogar das ganze Brett, an dem er befestigt ist, zerstört werden kann. Darryl Dawkins hat durch ein Dunking mehrere Male das Plexiglas-Brett der Korbanlage zerstört (englisch backboard shattering). Auch Shaquille O’Neal hat es schon geschafft, die ganze Korbanlage zum Zusammensturz zu bringen. Allerdings sind diese Vorkommnisse durch die Einführung und Verbreitung von stabileren Anlagen und durch mittels Federn nachgebende Körbe in jüngerer Zeit sehr selten geworden.

## Geschichte
Der Begriff des Dunks florierte bereits in den ersten Jahrzehnten des 1891 von James Naismith erfundenen Spiels, meinte jedoch nicht das heutzutage damit verbundene Konzept des kraftvollen Abschlusses. Viel eher wurden zunächst alle erfolgreichen Aktionen in Korbnähe mitunter als dunk (eintauchen, stippen) bezeichnet. Wer den ersten Dunk im heutigen Sinne versenkte und damit prägte, ist nicht komplett geklärt.
Zum Kandidatenkreis zählt Joe Fortenberry, der mit der US-amerikanischen Basketballnationalmannschaft 1936 an den Olympischen Spielen in Berlin teilnahm. Mit einer Körpergröße von über zwei Metern dominierte er als einer der ersten Spieler überhaupt kontrolliert das Spiel oberhalb des Rings. Die Zuschreibung des ersten Dunks der Geschichte resultierte aus den Beschreibungen des New York Times Reports Arthur J. Dayley. Er beobachtete Anfang März 1936 Athleten während eines Turniers, das darüber entschied, welche Mannschaft nach Berlin entsandt werden sollte. So sei es laut Michael McKnight unwahrscheinlich, dass Fortenberry an jenem Tag tatsächlich den ersten Dunk der Basketballgeschichte versenkte; er tat es jedoch im Beisein der richtigen Beobachter, die darüber berichteten:

“This new ‚version of a layup shot,‘ Daley wrote, ‚left observers simply flabbergasted. Joe Fortenberry […] left the floor, reached up and pitched the ball downward into the hoop, much like a cafeteria customer dunking a roll in coffee.”

Ein anderer Aspirant ist Bob Kurland. Der zweimalige NCAA-Titelträger beschreibt die 1944 erfolgte Aktion selbst als Zufall („unintentional accident“). Als erster Deutscher, der einen Dunking in einem Pflichtspiel (August 1964) zeigte, gilt Klaus Urmitzer. Laut Urmitzer wurden seine Dunkings damals von vielen als Angeberei und Provokation eingestuft.
Ebenfalls kein Zufall ist, dass der erste im Rahmen des NBA All-Star Weekends ausgetragenen Slam Dunk Contest erst 1984 ausgetragen wurde. In dieser Phase des Basketballs galt ein Dunking als verpönt und wurde z. B. in der National Basketball Association als Provokation ausgelegt. In der Collegeliga NCAA war Dunking von 1967 bis 1976 sogar explizit verboten. Spektakuläre Dunks waren damals nur in der kleinen Profiliga American Basketball Association zu sehen, in der athletische Stars wie Julius Erving, Artis Gilmore oder David Thompson ihr Können zeigen konnten.

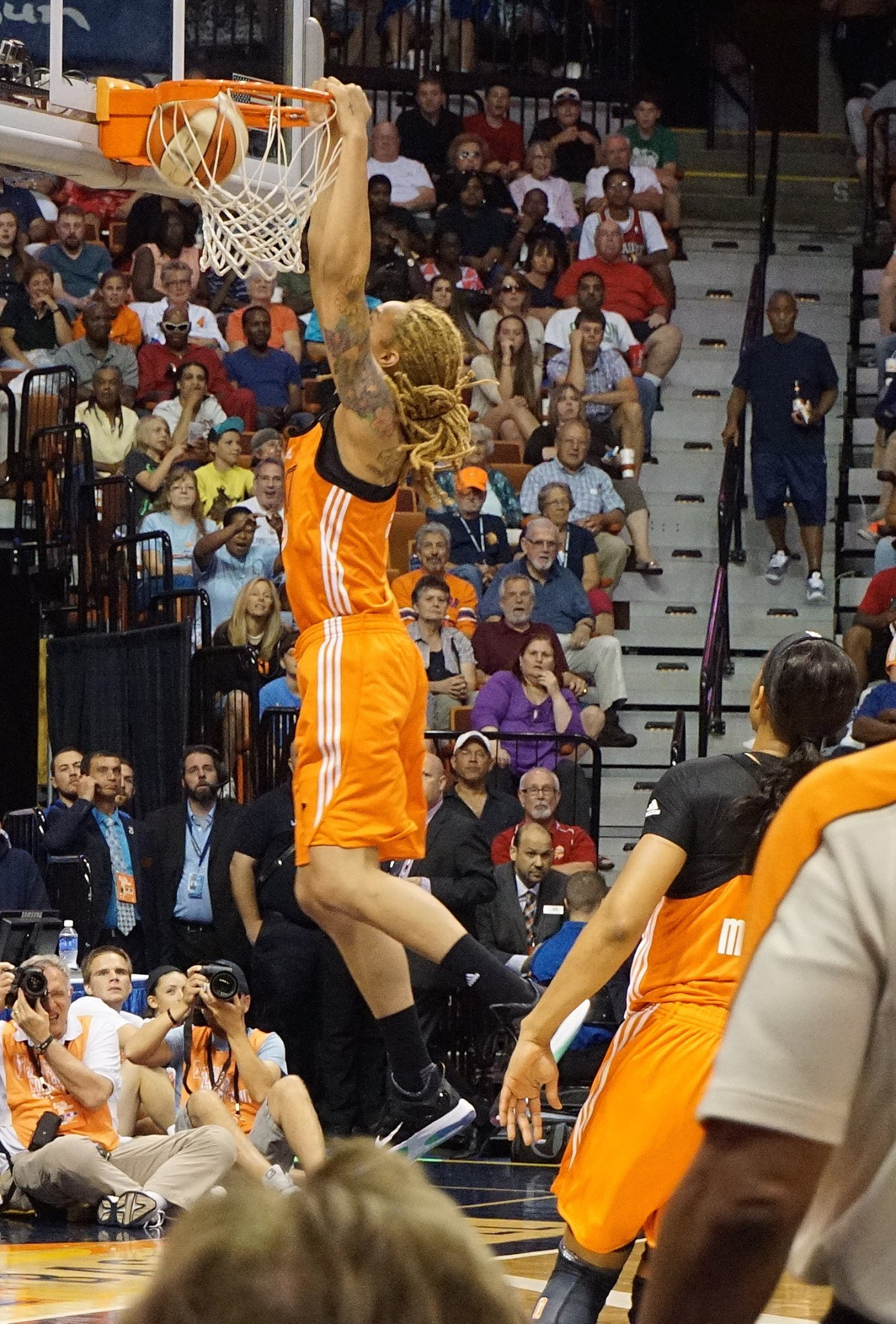
Brittney Griner beim Dunking während des WNBA-All-Star-Game 2015

In der ABA wurde 1976 der erste Slam Dunk Contest gehalten, der durch Erving gewonnen wurde: hierbei zeigte er einen der berühmtesten Dunkings der Basketballgeschichte, indem er den Ball von der Freiwurflinie in den Korb stopfte. Als die ABA und die NBA kurz darauf fusionierten, trugen Erving, sein Teamkollege Darryl Dawkins und Mitte der 1980er-Jahre neue Stars wie Michael Jordan und Dominique Wilkins dazu bei, dass die Dunkings endgültig akzeptiert wurden. Vince Carter gelang einer der spektakulärsten Momente des olympischen Basketballturniers 2000, als er buchstäblich über den 2,18 Meter großen Frédéric Weis sprang und den Basketball in den Korb dunkte. Seit den 2000er-Jahren ist auch zu beobachten, dass auch verhältnismäßig kleine Point Guards wie Nate Robinson regelmäßig dunken.
Bei Frauen sind Dunkings seltener. Lisa Leslie schrieb am 30. Juli 2002 Geschichte, als sie als erste WNBA-Spielerin einen Dunk vollführte. Nach Leslie und Candace Parker (2008) wurde Brittney Griner 2013 die dritte Frau, der das Dunking während eines Spiels der regulären WNBA-Season gelang. Griner ist für 17 von den insgesamt 20 Dunks verantwortlich, die bis September 2021 in den 25 regulären WNBA-Saisons vollführt wurden. Am 3. August 2012 warf die Australierin Liz Cambage den ersten Dunking einer Frau in der Geschichte der Olympischen Sommerspiele.

## Slam Dunk Contest
In der NBA wurde eigens der Slam Dunk Contest eingeführt, der jährlich am All-Star-Weekend stattfindet und bei dem vier Spieler der aktuellen Saison gewählt werden, die vor den Augen der Zuschauer das spektakulärste Dunking vollführen. Rekordgewinner ist Nate Robinson mit drei Titeln (2006, 2009, 2010), jeweils zweimal gewannen Dominique Wilkins, Michael Jordan, Harold Miner, Jason Richardson und Zach LaVine. In der Regel haben etwa zwei Meter große Forwards bzw. Guards die besten Chancen, da sie über die beste Kombination aus Athletik und Körperbeherrschung verfügen, doch Körpergröße ist nicht alles: Der nur 1,70 Meter große Spud Webb gewann 1986 den Slam Dunk Contest, und der nur fünf Zentimeter größere Nate Robinson gewann ihn sogar dreimal.